# Gipf-Oberfrick
Gipf-Oberfrick (schweizerdeutsch: gɪpf-ˈɔbərˌfɾɪkχ) ist eine Einwohnergemeinde im Schweizer Kanton Aargau. Sie gehört zum Bezirk Laufenburg, liegt im Südosten der Region Fricktal und ist mit rund 3500 Einwohnern die zweitgrösste Gemeinde des Bezirks. Bis 1804 gehörten Gipf und Oberfrick zur Gemeinde Frick.

## Geographie
Die Gemeinde liegt inmitten des Tafeljuras am Bruggbach. Dieser verläuft von Südwesten nach Nordosten in einem fast 500 Meter breiten Tal und mündet bei Frick in die Sissle. Die einst getrennten Dörfer Gipf (im Nordosten) und Oberfrick (im Südwesten) sind in den letzten Jahrzehnten zusammengewachsen und bilden zusammen mit der Nachbargemeinde Frick ein fast drei Kilometer langes Siedlungsband.
Die Anhöhen auf der Westseite des Tales sind gleichmässig ansteigend und gehen in schmale Hochplateaus über. Es sind dies der Wolberg (556 m ü. M.) im Nordwesten und der Tiersteinberg (749 m ü. M.) im Westen. Der an der südwestlichen Gemeindegrenze gelegene Homberg (705 m ü. M.) weist auf seiner Ostseite einen schmalen, steil aufragenden Grat auf und ähnelt somit eher einem Hügel des Faltenjuras. Auf der Ostseite des Tales sind die Anhöhen im unteren Bereich äusserst steil und gehen im oberen Bereich in flache und ausgedehnte Hochebenen über, auf denen intensiv Landwirtschaft betrieben wird. Dabei handelt es sich um den Kornberg (557 m ü. M.) im Osten sowie den Fürberg (552 m ü. M.) und den Rüedisberg (542 m ü. M.) im Süden.
Die Fläche des Gemeindegebiets beträgt 1017 Hektaren, davon sind 421 Hektaren mit Wald bedeckt und 114 Hektaren überbaut. Der höchste Punkt liegt auf dem Tiersteinberg, der tiefste auf 355 m ü. M. am Bruggbach. Das Gemeindegebiet von Gipf-Oberfrick ist Teil des Juraparks Aargau, einem «Regionalen Naturpark von nationaler Bedeutung». Nachbargemeinden sind Frick im Norden, Herznach-Ueken im Südosten, Wölflinswil im Süden, Wittnau im Südwesten sowie Schupfart und Wegenstetten im Westen.

## Geschichte
Die Gegend war bereits während der Jungsteinzeit und der Bronzezeit besiedelt. Vom 1. bis 4. Jahrhundert befand sich ein römischer Gutshof auf dem heutigen Gemeindegebiet. Im Mittelalter herrschten die Grafen von Homberg-Tierstein über die nähere Umgebung. Sie liessen vermutlich im 10. Jahrhundert am Osthang des Tiersteinbergs ihre Stammburg Alt-Tierstein errichten. Um das Jahr 1100 entstand rund 600 Meter weiter südlich die auf dem Gemeindegebiet von Wittnau gelegene Burg Alt-Homberg. Um 1180 errichteten die Grafen bei Büsserach die Burg Neu-Thierstein und verlegten ihren Herrschaftsmittelpunkt dorthin. Nach dem Aussterben der Grafen von Homberg-Tierstein folgten im Jahr 1232 die Habsburger.
Die erste urkundliche Erwähnung von Guphfe erfolgte 1259, jene von Obiren Vrieche im Jahr 1288. Der erste Ortsname stammt vom althochdeutschen in dero gupfu («bei der Bergkuppe»), der zweite vom lateinischen ferraricia («Eisenerzgebiet»). Die Burg Alt-Homberg wurde beim Basler Erdbeben 1356 zerstört. Alt-Tierstein wurde zwar wieder aufgebaut, dann aber im frühen 15. Jahrhundert aufgegeben und dem Verfall überlassen. Die Habsburger vergaben das Lehen an die Herren von Frick, danach an die Herren von Eptingen und schliesslich an die Stadt Basel. Das Lehen fiel 1534 an Österreich zurück. Die aus Frick, Gipf und Oberfrick bestehende Vogtei gehörte nun zu Vorderösterreich und war Bestandteil der Landschaft Fricktal, die wiederum Teil der Kameralherrschaft Rheinfelden war (ab 1752 im Oberamt Breisgau).

Luftansicht (1950)

Im 17. Jahrhundert gab es kaum längere Friedenszeiten. Der Rappenkrieg, ein Bauernaufstand, dauerte von 1612 bis 1614. Im Dreissigjährigen Krieg, der zwischen 1633 und 1638 auch das Fricktal erfasste, wurden Gipf und Oberfrick zerstört und danach wieder aufgebaut. Auch während des Pfälzischen Erbfolgekriegs (1688–1697) zogen fremde Truppen durch die Region.
1797 wurde das Fricktal nach dem Frieden von Campo Formio ein französisches Protektorat. Während des Zweiten Koalitionskriegs verlief hier die Frontlinie zwischen den Armeen Frankreichs und Österreichs. Am 20. Februar 1802 wurde der Kanton Fricktal gegründet, der sich im August der Helvetischen Republik anschloss. Die Gemeinde Frick, zu der damals auch Gipf und Oberfrick gehörten, war damit schweizerisch geworden und war der Hauptort des gleichnamigen Distrikts. Am 19. März 1803 erfolgte der Wechsel zum neu gegründeten Kanton Aargau. 1804 trennten sich die beiden Dörfer von Frick und bilden seither eine eigenständige Gemeinde.
Der früher bedeutende Weinbau musste Ende des 19. Jahrhunderts nach der Reblaus-Epidemie aufgegeben und durch Kirschenkulturen ersetzt werden. Nachdem die Einwohnerzahl in der zweiten Hälfte des 19. Jahrhunderts um fast zwanzig Prozent zurückgegangen war und danach einige Jahrzehnte lang stagniert hatte, stieg sie ab 1950 um das Dreifache an. Die Landwirtschaft wurde verdrängt, und Gipf-Oberfrick wandelte sich zu einer Wohngemeinde am Rande der Agglomeration Basel. Die Bebauung beider Ortsteile wuchs zusammen.

## Wappen

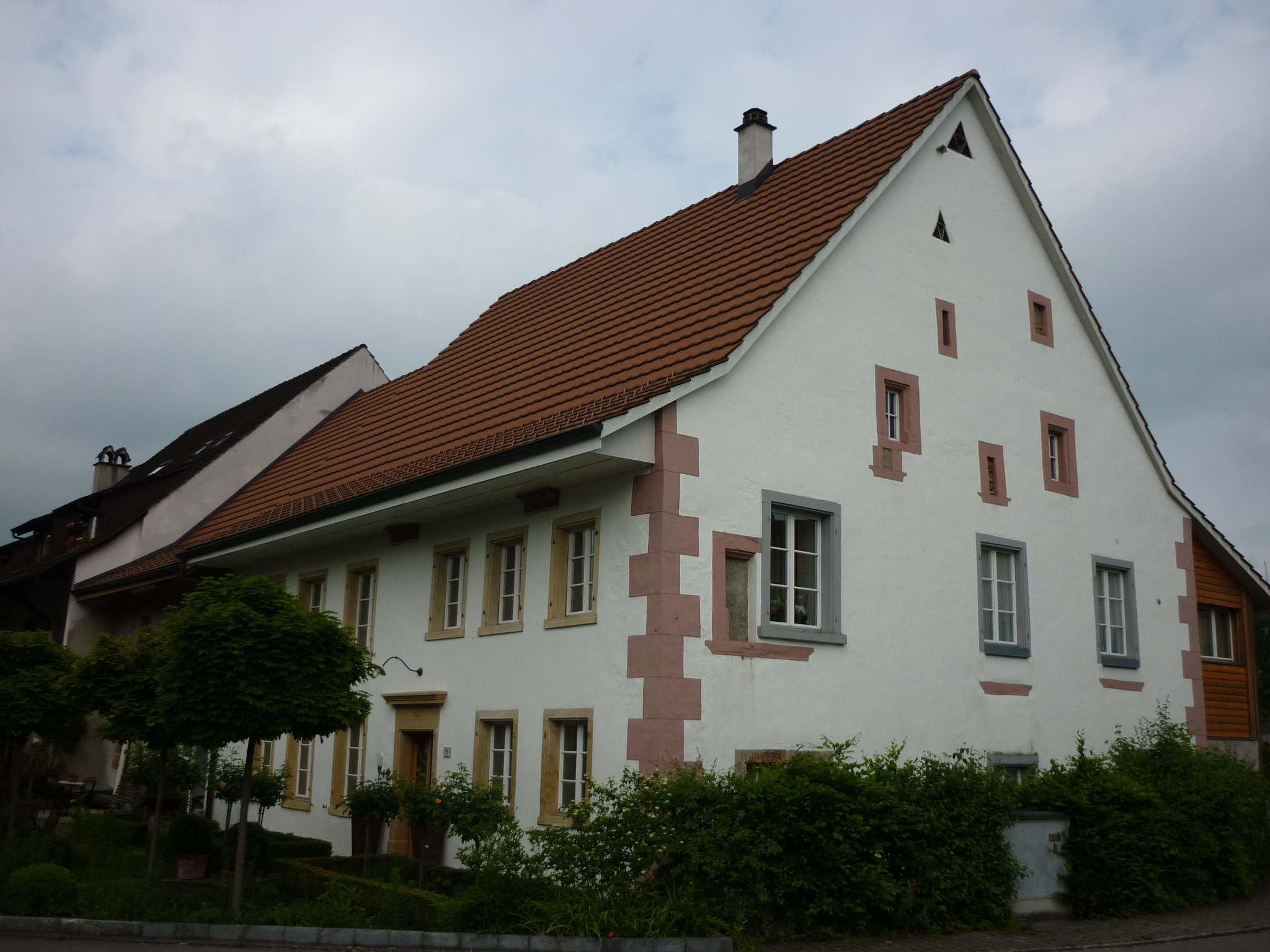
Schaffnerhaus

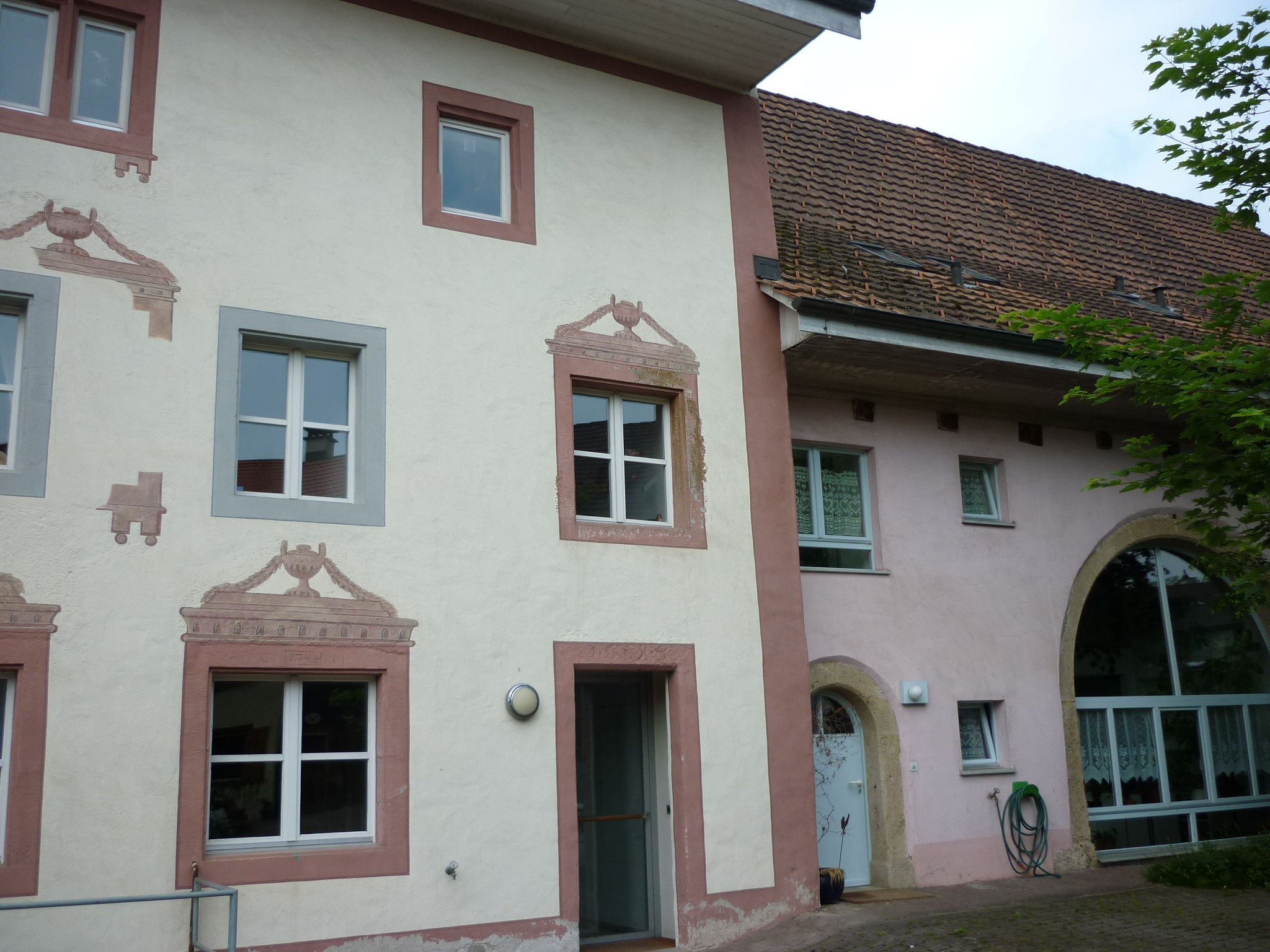
Haus Trottgasse

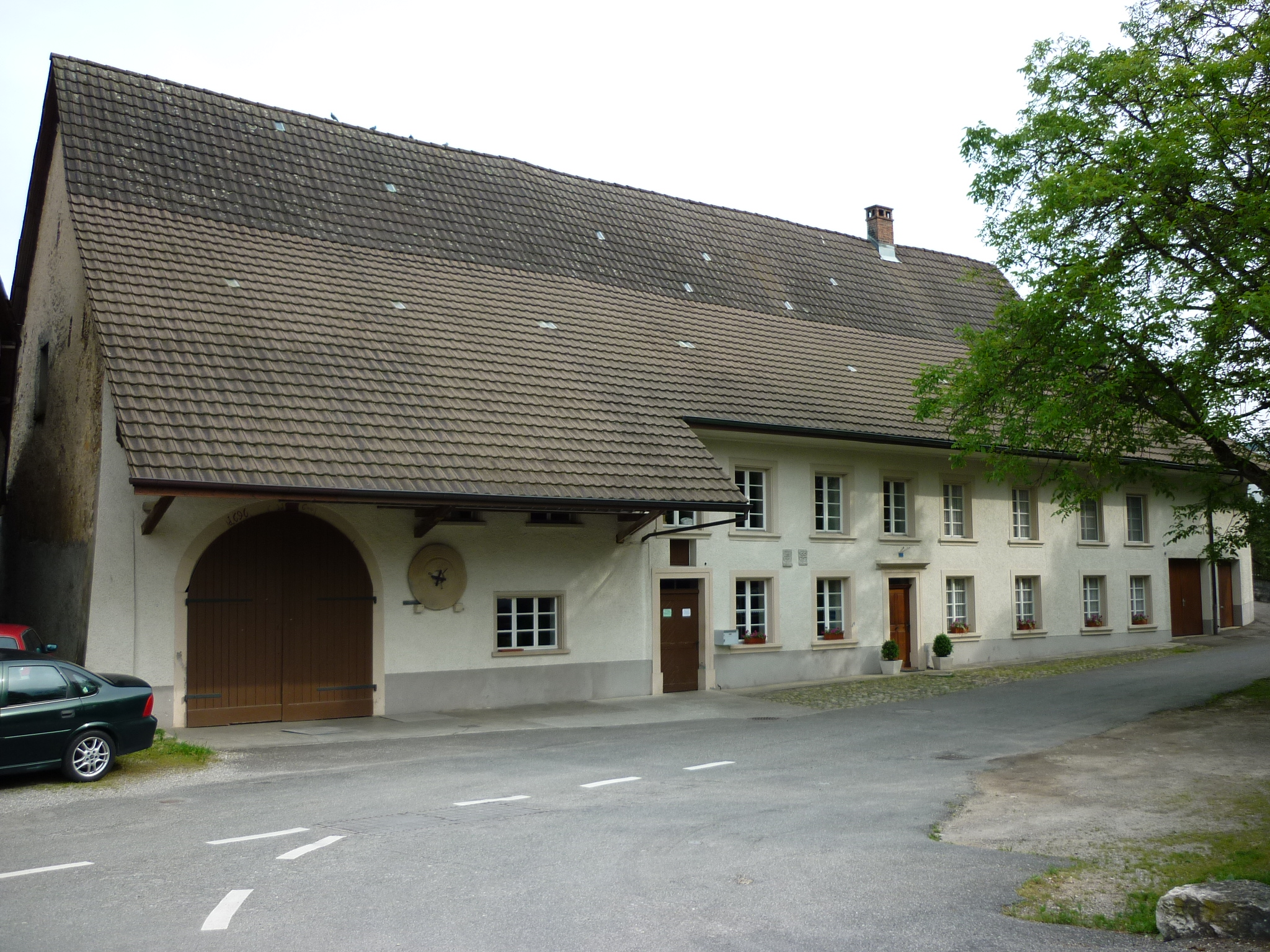
Untere Mühle

Die Blasonierung des Gemeindewappens lautet: «In Gelb auf grünem Dreiberg rote Hirschkuh.» 1934 übernahm die Gemeinde das Wappen der Grafen von Tierstein. Es besitzt eine Sonderstellung, da Wappentiere in der Heraldik üblicherweise männlichen Geschlechts sind.

## Bevölkerung
Die Einwohnerzahlen entwickelten sich wie folgt:
| Jahr      | 1768 | 1850 | 1900 | 1930 | 1950 | 1960 | 1970 | 1980 | 1990 | 2000 | 2010 | 2020 |
| Einwohner | 588  | 1050 | 851  | 958  | 954  | 1096 | 1285 | 1509 | 2058 | 2808 | 3251 | 3731 |

Am 31. Dezember 2023 lebten 3878 Menschen in Gipf-Oberfrick, der Ausländeranteil betrug 16,5 %. Bei der Volkszählung 2015 bezeichneten sich 41,5 % als römisch-katholisch und 23,2 % als reformiert; 35,3 % waren konfessionslos oder gehörten anderen Glaubensrichtungen an. 93,9 % gaben bei der Volkszählung 2000 Deutsch als ihre Hauptsprache an, 1,1 % Albanisch, 0,9 % Italienisch, je 0,7 % Französisch und Portugiesisch sowie 0,6 % Englisch.

## Politik und Recht
Die Versammlung der Stimmberechtigten, die Gemeindeversammlung, übt die Legislativgewalt aus. Ausführende Behörde ist der fünfköpfige Gemeinderat. Er wird im Majorzverfahren vom Volk gewählt, seine Amtsdauer beträgt vier Jahre. Der Gemeinderat führt und repräsentiert die Gemeinde. Dazu vollzieht er die Beschlüsse der Gemeindeversammlung und die Aufgaben, die ihm vom Kanton zugeteilt wurden. Für Rechtsstreitigkeiten ist in erster Instanz das Bezirksgericht Laufenburg zuständig. Gipf-Oberfrick gehört zum Friedensrichterkreis X (Mettau).

## Wirtschaft
In Gipf-Oberfrick gibt es gemäss der im Jahr 2015 erhobenen Statistik der Unternehmensstruktur (STATENT) rund 750 Arbeitsplätze, davon 14 % in der Landwirtschaft, 23 % in der Industrie und 63 % im Dienstleistungssektor. Die früher dominierende Landwirtschaft hat stark an Bedeutung eingebüsst. Die Bauernhöfe wurden aus dem Dorfzentrum auf den Westhang des Tiersteinbergs und auf das Plateau des Kornbergs verlegt. Gipf-Oberfrick besitzt zwar zahlreiche Gewerbe- und Dienstleistungsbetriebe, doch viele Erwerbstätige arbeiten im benachbarten Frick oder pendeln nach Aarau und in die Agglomeration Basel.
2011 wurden Teile der Landi Gipf-Oberfrick von der LANDI FRILA, Genossenschaft mit Sitz in Eiken übernommen. Die Landi Gipf-Oberfrick wurde in BGGO Baugenossenschaft Gipf-Oberfrick umbenannt. 2013 wurde das 1954 erbaute Getreidesilo der ehemaligen Zanovit AG bei der Landi abgerissen.

## Verkehr
Gipf-Oberfrick liegt an der Kantonsstrasse 276, die von Frick aus über die Salhöhe nach Aarau führt. Etwa einen Kilometer südlich des Dorfes zweigt die Kantonsstrasse 487 über das Benkerjoch nach Aarau ab. 

### Öffentlicher Verkehr
Die Anbindung an das Netz des öffentlichen Verkehrs erfolgt über die Postautolinie zwischen den Bahnhöfen von Aarau und Frick. An Wochenenden verkehrt ein Nachtbus von Frick nach Oberhof.
- 136 Bahnhof Aarau – Benkerjoch – Oberhof AG – Wittnau AG – Gipf-Oberfrick – Frick, Bahnhof
- N96 Oberhof, Adlerplatz – Wölflinswil – Wittnau AG – Frick Bahnhof

## Bildung
Die Gemeinde verfügt über drei Kindergärten und drei Schulhäuser, in denen die Primarschule, die Realschule und die Sekundarschule unterrichtet werden. Die Bezirksschule kann in Frick besucht werden. Die nächstgelegenen Gymnasien sind die Alte Kantonsschule und die Neue Kantonsschule, beide in Aarau.